# Закис, Юрис Родерихович
Юрис Закис (латыш. Juris Zaķis; 4 ноября 1936 года, Огре — 18 июля 2017 года, Латвия) — латвийский и советский физик. Доктор физико-математических наук.

## Биография
Профессор Латвийского государственного университета им. П. Стучки (ЛГУ) и Латвийского университета (ЛУ), академик Академии наук Латвии (6 декабря 1990), политический деятель СССР и Латвии. Народный депутат СССР (1989). 1978—1984 — директор научно-исследовательского института физики твёрдого тела ЛГУ, 1984—1987 — проректор ЛГУ, 1987—1990 — ректор ЛГУ, 1990—2000 — ректор ЛУ. С 2004 года ректор Высшей школы социальных технологий.
Депутат 6-го Саэйма, от демократической партии «Saimnieks» (1995—1996). Депутат Рижской думы, избран от партии LSDSP (2005—2009 г.). Председатель комитета спорта и образования в Рижской думе с 2007 по 2009 год. С 2006 года член Латвийской первой партии. В 2013 году избран в Рижскую думу от коалиции «Центр согласия»/«Честь служить Риге».

## Награды
- M.Keldish Prize, 1986
- S.Vavilov Medal, 1988
- LU Ģerboņa Zelta zīme
- Почётная грамота Кабинета Министров Латвии (1996)[6]
- Офицер ордена Великого князя Литовского Гядиминаса (2001)[7]
- Орден Трёх звёзд IV степени (2010)

## Научные публикации
- Закис Ю. Р. Дефекты в стеклообразном состоянии вещества. — Рига: «Зинатне», 1984. — 202 с. — («Физика твёрдого состояния»). — 1000 экз.
- Закис Ю. Р., Канторович Л. Н., Котомин Е. А., Кузовков В. Н., Тале И. А., Шлюгер А. И. Модели процессов в широкощелевых твердых телах с дефектами. — Рига: «Зинатне», 1991. — 382 с. — («Физика твёрдого состояния»). — ISBN 5-7966-0461-9.
- Zakis J. R. Defects in glass. — Survey papers of the XVth Int. Congress on Glass. — Leningrad: «Nauka», 1989. — P. 234—253. — 560 p.
- Zakis J. R. Thermal- and radiation-induced disorder in glass. — Proc. of the XVth Int. Congress on Glass. — Leningrad: «Nauka», 1989. — Vol. 1a. — P. 240—244. — 287 p.
- J.Zakis. Universities in the World and in Latvia: origins, history and current situation. — Humanities and Social Sciences. Latvia, 1995, 3(8), P.4—20.
- J.Zakis. Education in Latvia on the Background of World History. — Humanities and Social Sciences. Latvia, 1999, 2(23), P.4—16.
- Закис Ю. Р. Основы физики неупорядоченных твёрдых тел. — Рига: Латв. ГУ им. П. Стучки, 1977. — 84 с.